# Vokesimurex rubidus
Vokesimurex rubidus, tên tiếng Anh: rose murex, là một loài ốc biển, là động vật thân mềm chân bụng sống ở biển trong họ Muricidae, họ ốc gai.

## Phân bố
Chúng phân bố ở Vịnh Mexico, dọc theo Florida và ở Đại Tây Dương dọc theo Bahamas.